# Le Grand Pavois (cinéma)
Pour les articles homonymes, voir Grand pavois.
Le Grand Pavois est un ancien cinéma aujourd'hui disparu de quatre salles situé au 364, rue Lecourbe (place Robert-Guillemard, à un angle de rue Lecourbe avec la rue Leblanc), dans le quartier de Javel du 15e arrondissement de Paris. En raison de difficultés financières et surtout juridiques, il ferme à l'issue des projections du mardi 10 juillet 2007. Il est représentatif d'un type d'exploitation cinématographique de quartier dans la capitale française qui offre le plus large éventail de choix cinématographique au monde[réf. nécessaire].
Il doit son appellation au Grand Pavois de Paris, l'ensemble immobilier dans lequel il est implanté, et qui est construit à la fin des années 1960. Situé à la limite extérieure sud-ouest du 15e arrondissement, à l'écart des centres d'activité, il doit son existence, son originalité et sa survie à avoir été le premier à proposer à Paris une programmation de plusieurs dizaines de films par semaine (en moyenne cinquante), et ce, depuis le début des années 1980.
Cette programmation vise trois catégories de films et de populations :
- séances pour enfants en début d'après-midi ;
- films en deuxième exclusivité, deux à six semaines après leur sortie nationale, visant un public de quartier (avec 220 000 habitants, le 15e arrondissement est le plus peuplé de Paris) ;
- un fonds de films passant avec une faible fréquence hebdomadaire mais sur de très longues durées (jusqu'à plusieurs années), généralement des films culte, étrangers, intimistes ou de cinéphiles, qui drainaient un public venant potentiellement de fort loin : Blade Runner, Quadrophenia, The Wall, Lost in Translation, La Jeune Fille à la perle, Les Choristes, etc. et également un fonds de films asiatiques : Ivre de femmes et de peinture, Balzac et la Petite Tailleuse chinoise, In the Mood for Love, Printemps, été, automne, hiver… et printemps, etc.

En termes commerciaux, Le Grand Pavois doit faire face à une double concurrence : d'une part une salle à proximité ayant adopté le même profil de programmation, le Saint-Lambert ; d'autre part la proximité de deux salles Gaumont, dont les quatorze écrans du Gaumont Aquaboulevard (cinq minutes à pied), mais surtout le Gaumont Convention (six écrans) visant la même population mais avec des films d'exclusivité. Et, marginalement, la relative proximité de Montparnasse (quinze minutes en métro) proposant plus de cinquante écrans, dont la quasi-totalité de sorties récentes.
Le Grand Pavois a bénéficié de différentes politiques d'aide à l'exploitation, tant du point de vue national, corporatiste que municipal, et a pu ainsi éviter la disparition lors de la création des cartes illimitées des grands circuits, lui permettant, non sans difficulté, de maintenir jusqu'à sa fermeture une présence cinématographique de quartier dans un arrondissement relativement peu équipé en salles.
La programmation du cinéma s'est arrêtée le mardi 10 juillet 2007 au soir.